# 秋田空港インターチェンジ
秋田空港インターチェンジ（あきたくうこうインターチェンジ）は、秋田県秋田市河辺戸島にある、日本海東北自動車道のインターチェンジ。
秋田空港アクセス道路（秋田県道61号秋田御所野雄和線、自動車専用道路）と秋田県道46号秋田空港線で秋田空港に直結している。
岩城IC以南を無料とするに当たって、2007年（平成19年）3月30日より、本ICの岩城寄りに秋田空港本線料金所が設置され、岩城ICの料金収受業務が移行された。

## 道路

### 本線
- E7 日本海東北自動車道（16番）

### 接続する道路
- 秋田県道61号秋田御所野雄和線（自動車専用道路「あきたびライン」）-秋田空港への最短経路

## 歴史

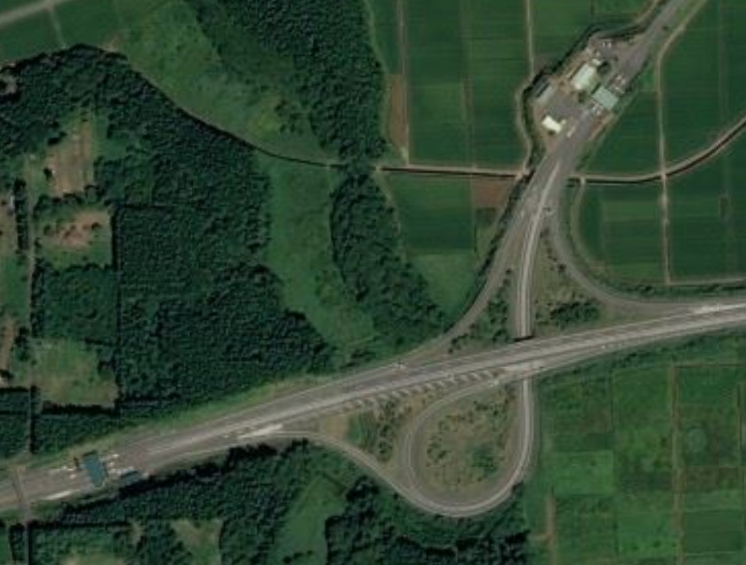
衛星図

- 2001年（平成13年）7月7日 : 河辺JCT - 秋田空港IC間開通に伴い、供用開始。
- 2002年（平成14年）10月26日 : 秋田空港IC - 岩城IC間開通。
- 2007年（平成19年）3月30日 : 秋田空港本線料金所併設。

## 周辺
- 秋田空港
- 国際教養大学
- 秋田市立戸島小学校
- 秋田椿台エフエム放送
- 秋田県立中央公園
- 秋田自動車道 秋田南IC
- JR東日本 奥羽本線 和田駅

## 隣
E7 日本海東北自動車道
(15)岩城IC - 秋田空港TB - (16)秋田空港IC - (5-1)河辺JCT